# Ladomirka
Ladomirka je říčka na severovýchodním Slovensku, v okrese Svidník v Prešovském kraji. Je to levostranný přítok Ondavy s délkou 21 kilometrů.

## Pramen
Pramení v severozápadní části Laborecké vrchoviny ve Svidnickém sedle přímo pod Dukelským průsmykem v nadmořské výšce 455 metrů na území CHKO Východní Karpaty.

## Popis toku
Nejprve teče na jih přes obec Vyšný Komárnik, kde přibírá krátký levostranný přítok z Doliny, pokračuje územím Vojenského přírodního muzea na Dukle, přibírá přítok z Dlhonce zleva a protéká obcí Nižný Komárnik. Za ní přibírá první významný přítok, levostrannou Šivarnou a napájí malou vodní nádrž.
Dále protéká přes Krajnou Poľanu, zde zleva přibírá Bodružalík a na krátkém úseku teče západním směrem. Zprava přibírá Hluboký potok, vstupuje do Ondavské vrchoviny a stáčí se na jihozápad. Protéká okrajem obce Hunkovce, zprava přibírá Hrišov potok (292,0 m n. m.), následně vytváří větší ostrůvek a rozšiřuje své koryto.
Zleva potom přibírá přítok protékající obcí Krajné Čierno, z téže strany poté přítok ze Zemianské doliny a protéká okrajem obce Ladomirová. Nejprve přibírá zleva přítok od Pacutové a za obcí opět zleva Vagrinčík, který se do Ladomirky vlévá dvěma rameny a následně vytváří větší ostrov.
Na krátkém úseku zase teče na západ, vytváří několik meandrů a další větší ostrůvek. Zprava přibírá nejvýznamnější přítok Kapišovku a stáčí se na jihozápad. Protéká územím města Svidník a jižně od jeho centra ústí do Ondavy.

## Galerie

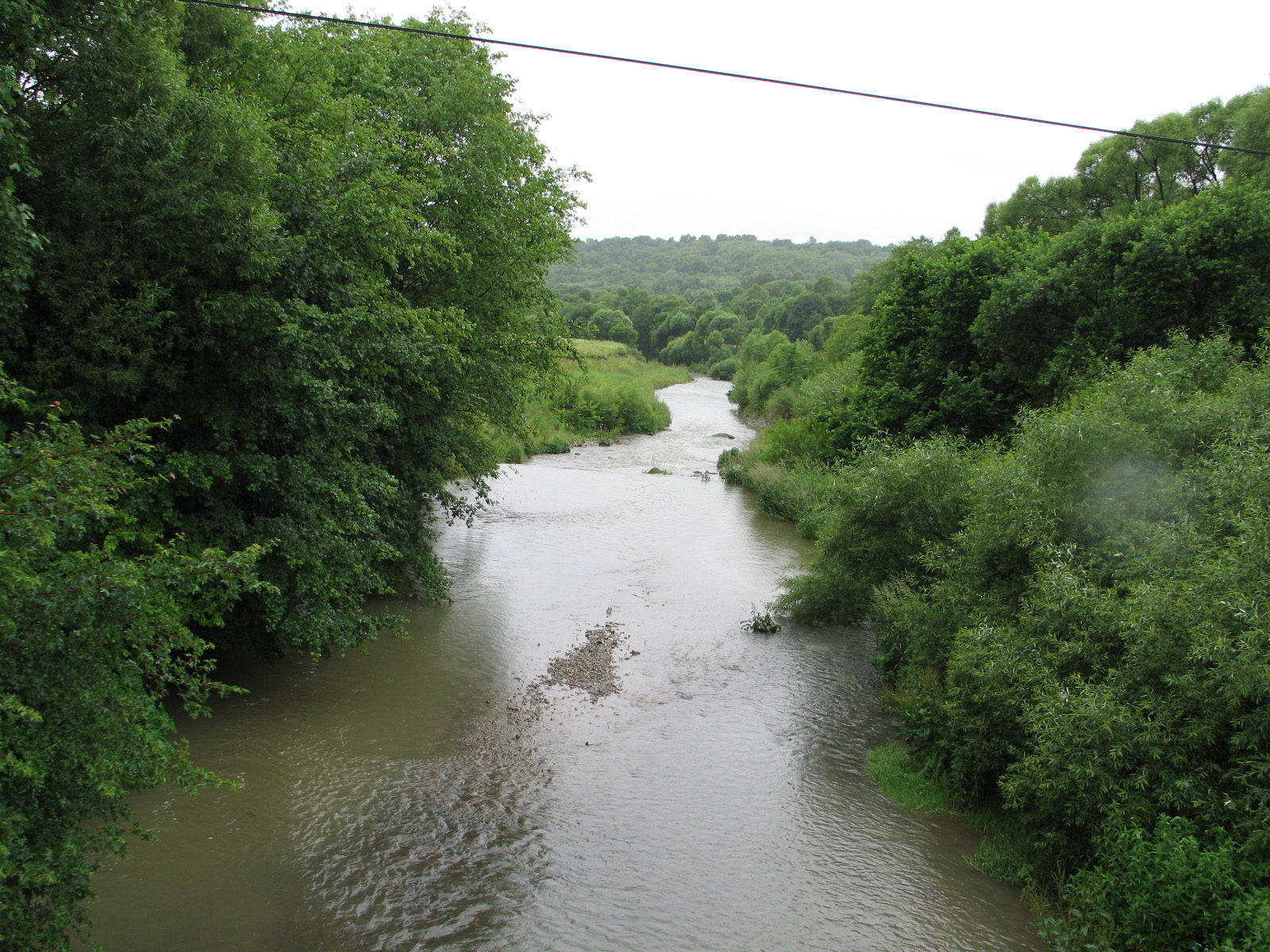
Rozvodněná Ladomirka před Ladomirovou na začátku letního slunovratu

## Okolní vodní toky
- Chotčianka 11,7 km
- Uhlisko 13,1 km
- Radomka 21,9 km
- Kamenec 27,1 km
- Lukavica 28,4 km
- Hubník 30,1 km
- Syrový Potok 31,3 km
- Ternianka 34,1 km
- Vilšava 35,0 km
- Olyka 37,2 km